# Décès en avril 1986
Décès
- 1982
- 1983
- 1984
- 1985
- 1986
- 1987
- 1988
- 1989
- 1990

Pour une information complémentaire, voir la page d'aide.

| Date     | Nom                | Activités                                     | Âge | Source |
| -------- | ------------------ | --------------------------------------------- | --- | ------ |
| 3 avril  | Charles Moeller    | Théologien et écrivain belge                  | 81  |        |
| 6 avril  | Raimundo Orsi      | Footballeur international argentin et italien | 82  |        |
| 8 avril  | Alma Vessells John | Infirmière et animatrice de radio américaine  | 79  |        |
| 12 avril | Joseph Dervaes     | Coureur cycliste belge                        | 67  |        |
| 12 avril | José Jabardo       | Coureur cycliste espagnol                     | 68  |        |
| 12 avril | François Neuville  | Coureur cycliste belge                        | 71  |        |
| 14 avril | Simone de Beauvoir | Écrivain français                             | 75  |        |
| 15 avril | Jean Genet         | Écrivain français                             | 73  |        |
| 15 avril | Vlastimil Moravec  | Coureur cycliste tchécoslovaque               | 34  |        |
| 16 avril | Pia Colombo        | Chanteuse française                           | 49  |        |
| 18 avril | Marcel Dassault    | Avionneur français                            | 101 |        |
| 18 avril | Antonio Lauro      | Guitariste et compositeur vénézuélien         | 66  |        |
| 23 avril | Otto Preminger     | Réalisateur d'origine autrichienne            | 77  |        |
| 24 avril | Wallis Simpson     | Duchesse de Windsor                           | 89  |        |
| 26 avril | Broderick Crawford | Acteur américain                              | 72  |        |
| 27 avril | Verena Loewensberg | Peintre et graphiste suisse                   | 71  |        |
| 30 avril | Jørgen Hansen      | Footballeur international danois              | 62  |        |